# Carrer dels Alemanys (Girona)
El carrer dels Alemanys és un carrer del municipi de Girona que forma part en el seu conjunt de l'Inventari del Patrimoni Arquitectònic de Catalunya.

## Descripció

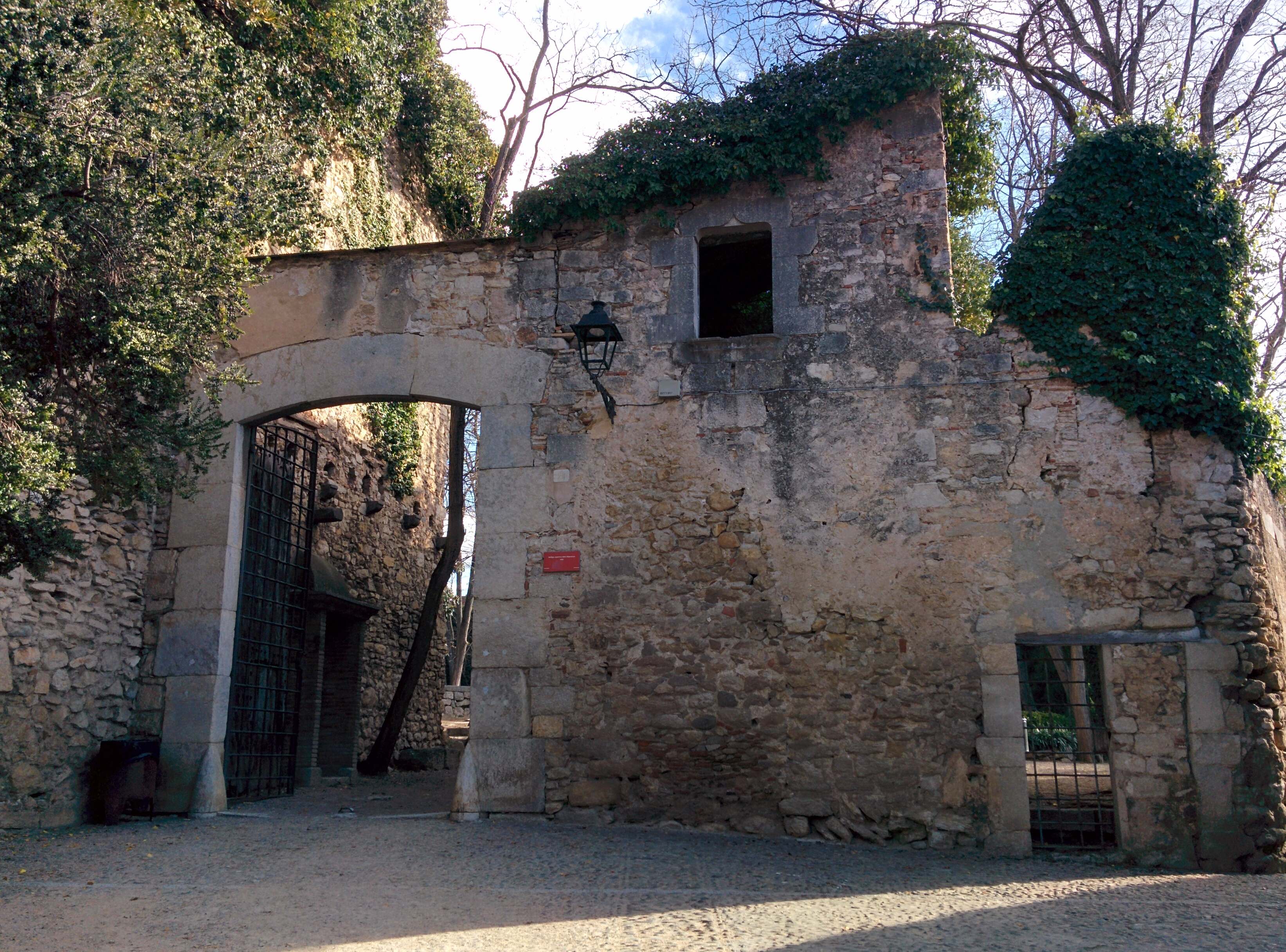
Caserna dels Alemanys

Neix al carrer Bellmirall i puja tortuosament, passant pel trencant a la plaça de Sant Domènec fins a la caserna dels Alemanys, fent un colze per decantar-se al portal de Sant Cristòfol i la Torre Gironella. Podem dividir-lo en dues parts: la més baixa i propera al carrer Bellmirall (planer), amb cases de planta baixa i quatre pisos de pedra semitreballada o pedruscall arrebossat i restes de finestrals gòtics triforis trilobulats (alguns resten tapiats). La segona part pertany a les escales per tal de guanyar el desnivell, de tipologia igual i elements goticitzants. Se'n destaquen les cases número 6, amb porta de modillons i restes d'arcs de punt rodó; la número 8, Can Boada o Formiga; la número 12, amb llinda planera amb inscripcions, i les del número 18 i 20, amb porta semidovellada. La número 16, també, disposa d'una finestra goticitzant tapiada. La primera part té habitatges a banda i banda. A la segona, només s'hi aixequen al costat dret, puix que a l'esquerre s'hi erigí el convent de les Josefines.

## Història
És una de les vies més antiga de la ciutat. Les primeres notícies són del segle xiii, però va arran de la muralla de les Àligues i podria ser més antic. El 1690 se situà al capdamunt del carrer una caserna d'alemanys, que posteriorment li donà el nom. Totes les cases han estat habitatges per a nobles o eclesiàstics, cosa que li ha deixat el nom popular del carrer dels Capellans.